# 亀井久興
亀井 久興（かめい ひさおき、1939年〈昭和14年〉11月8日 - ）は、日本の政治家。参議院議員（2期）、衆議院議員（通算5期）、国土庁長官（第30代）、国民新党幹事長（初代）、総務省顧問などを歴任した。島根県日華親善協会会長。

## 概要
自由民主党時代には、閣内人事では国土庁長官、党内人事では自由民主党の国会対策委員会副委員長、総務会副会長、政務調査会の副会長、会長代理を歴任し、自民党の党三役に近い立場にいた。
2005年7月5日の郵政国会では衆議院本会議で郵政民営化法案に反対票を投じ、同年8月、綿貫民輔らと国民新党の結党に参加した。結党時より国民新党幹事長を務める。
2007年7月の第21回参議院議員通常選挙の島根県選挙区には長女の亀井亜紀子が国民新党公認・民主党推薦で出馬し、初当選。
しかし、2009年8月30日実施の第45回衆議院議員総選挙では小選挙区で落選し、比例区での復活当選も叶わなかった。衆議院議員失職に伴い、結党以来務めてきた幹事長の座を退き、党顧問となる。同年10月、総務大臣である原口一博の要請により、社会民主党副幹事長の保坂展人らとともに総務省顧問に任命され、かんぽの宿売却問題を始めとする郵政民営化に絡む疑惑解明の為の特別調査チームに参加。
2012年4月、長女の亀井亜紀子が亀井静香（静香は久興と同じ宇多源氏佐々木氏流とされる亀井氏の家系に属するため、久興は静香とはかなり遠い血縁関係である）と共に国民新党を離党。それに伴い、自身も国民新党顧問を退く。
同年12月、高齢であることを理由に第46回衆議院議員総選挙に立候補しない意向を固め、政界を引退すると表明した。
2023年、島根県日華親善協会会長として台湾元行政院長の謝長廷と会談、亜紀子も同席。

## 来歴

### 国会議員になるまで
- 1939年11月 - 東京市渋谷区に旧津和野藩主・亀井家の15代目当主で伯爵・亀井茲建、正子の三男として生まれる。本籍地は島根県鹿足郡津和野町[6]。
- 1952年3月 - 学習院初等科卒業。
- 1955年3月 - 学習院中等科卒業。
- 1958年3月 - 学習院高等科卒業。
- 1962年3月 - 学習院大学政経学部政治学科卒業。
- 1962年4月 - 日本郵船株式会社入社。
- 1963年11月 - 衆議院議員 松田竹千代の秘書を務める。(1966年3月まで[7])
- 1967年1月 - 吉田工業株式会社（現YKK株式会社）入社。
- 1968年1月 - 日本サラリーマンユニオン理事。
- 1969年1月 - 松江YKK産業株式会社取締役。
- 1970年3月 - 財団法人産業経済研究協会理事。

### 自由民主党国会議員
- 1974年7月 - 第10回参議院議員選挙に島根県選挙区から自由民主党公認で出馬、初当選し木曜クラブに属す（1期目）。
- 1978年12月 - 郵政政務次官
- 1980年7月 - 第12回参議院議員選挙に島根県選挙区から自民党公認で出馬、再選（2期目）。
- 1981年10月 - 自民党広報委員会副委員長兼文化局長・国会対策委員会副委員長
- 1982年12月 - 参議院商工委員長
- 1986年7月 - 衆議院議員への鞍替えを目指し、第38回衆議院議員総選挙に島根県全県区より自民党公認を得られずに保守系無所属で出馬するも、落選。
- 1986年9月 - 国際児童協会会長
- 1990年2月 - 第39回衆議院議員総選挙で島根県全県区より再び保守系無所属で出馬、衆議院議員に初当選（1期目）（自民党に追加公認）。衆議院農林水産委員
- 1991年11月 - 自民党国民運動本部副本部長
- 1993年1月 - 衆議院逓信委員長
- 1993年5月 - 自民党島根県連副会長
- 1993年7月 - 第40回衆議院議員総選挙に島根県全県区より自民党公認で出馬するも落選。
- 1996年10月 - 第41回衆議院議員総選挙で島根3区より自民党公認で出馬し当選（2期目）。衆議院逓信委員会筆頭理事、自民党治山治水海岸対策特別委員長
- 1997年9月 - 第2次橋本改造内閣で国土庁長官として初入閣。
- 1999年1月 - 宏池会を離脱し大勇会結成に参加、同会長代行に就任。
- 1999年10月 - 自民党総務会副会長
- 2000年6月 - 第42回衆議院議員総選挙で島根3区より自民党公認で当選（3期目）。
- 2000年7月 - 自民党政務調査会副会長
- 2000年12月 - 自民党政務調査会会長代理
- 2003年11月 - 第43回衆議院議員総選挙で比例中国ブロックより自民党公認で当選（4期目）・（区割り変更により、島根3区が消滅し、当該エリアが島根2区となったため、新たな区割りでの2区から、従来の2区選出の竹下亘が出馬したことに伴い、比例単独に転出）。

### 自民党離党後
- 2005年8月17日 - 自民党を離党し、国民新党結党に参加、幹事長に就任。
- 2005年9月11日 - 第44回衆議院議員総選挙で国民新党公認で出馬。小選挙区（島根2区）では、自民前職・竹下亘に敗れ落選するが、比例復活で再選（5期目）。
- 2009年8月30日 - 第45回衆議院議員総選挙で国民新党公認で出馬。小選挙区（島根2区）で、再び自民前職・竹下亘に敗れ、今回は比例復活もならず落選（党代表の綿貫民輔も落選）。
- 2009年8月31日 - 国民新党幹事長の職を辞し、顧問に就任。
- 2009年10月23日 - 総務大臣より、総務省顧問（郵政民営化見直し）に任命される[8]。
- 2012年4月 - 国民新党顧問を退任。
- 2013年11月 - 秋の叙勲にて旭日大綬章を受章[9]。

## 選挙区
自身の選挙は余り強くなく、衆議院選挙では通算3回落選している（当選は5回）。
参議院議員時代は、島根県選挙区から選出されていた。衆議院に鞍替え後の中選挙区時代には、竹下登を選出していた島根県全県区から立候補していた。衆議院議員として初当選した第39回衆議院議員総選挙では、自民党を離党して消費税の一時廃止を訴え、竹下陣営と対立した。小選挙区比例代表並立制が導入後は、島根3区で当選を続けたが、同区が再編されるにともない竹下亘に地盤を譲り比例代表へ転出した。国民新党結党後は反自民に転向したため、竹下登元首相や、竹下の最側近だった青木幹雄前自民党参議院議員会長の影響力が極めて強い保守王国の島根県では苦戦を強いられ、2005年の第44回衆議院議員総選挙では島根2区で竹下登の実弟・亘に敗れ比例復活で当選したが、2009年の第45回衆議院議員総選挙では自民党に猛烈な逆風が吹いたにもかかわらず再度竹下に敗れ、比例復活も果たせず落選した。

## 政策・主張
自民党では、宏池会、後に大勇会に属した。

### 党内改革
昭和51（1976年）、政界がロッキード事件で大混乱に陥っている中で、中山太郎元外相をはじめ参議院の有志と相はかり党の再生運動に取り組んだ。国会議員をはじめ自民党の各都道府県支部や、党所属の地方議員に呼びかけて「新しい自民党を作る会」を結成、国民に開かれた政党をつくるために積極的な運動を展開し、総裁選挙に全党員が参加する道を開いた。

### 郵政
また、昭和54（1979年）第1次大平内閣で郵政政務次官を務めたときは、全逓が勝負をかけた大闘争の最中であり、年賀郵便が遅配されるという異例の事態となったが、白浜仁吉郵政大臣を補佐して郵政事業を守り抜き今日の健全な労使関係を築くきっかけをつくった。
さらに、平成5年（1993年）衆議院逓信委員長を務めたとき、小泉純一郎郵政大臣に反発する逓信委員会が、与野党一致して委員会審議を拒否したため委員会が開けず、郵政関係法案の処理が不能になる事態となったが、大臣と委員会との調整に取り組んだ結果、委員会を円満に正常化させることができ、全付託法案を処理した。
郵政改革関連法案に反対し自民党を離党した。

### 憲法
憲法の政治上の運用について精通しており、日本国憲法をさまざな点について改正すべきであるとしている。日米安保条約と第九条が、外交戦略上果たしている役割について評価しており、第九条は改正すべきではないと主張している(2007年07月08日朝日新聞)。

## 人物像
本籍地は島根県鹿足郡津和野町中座。現住所は島根県益田市有明町。趣味はスポーツ（ゴルフ・スキー等）、音楽鑑賞、旅行。特技はジャズドラム演奏。座右の銘は行不由径（ゆきてこみちによらず）。尊敬する人は勝海舟、松下幸之助。なお、「久興」という名前の由来は、祖母・久と父の勤めていた興銀から。

### 一族
家系は大名家で旧津和野藩主、明治以降は旧華族の伯爵家。

### 家族・親族

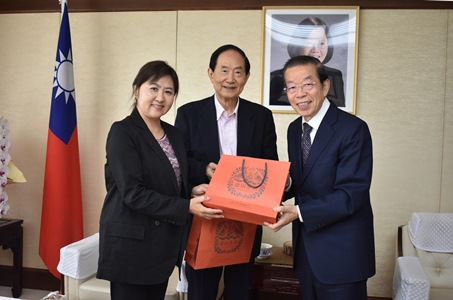
長女の亀井亜紀子（左）、謝長廷（右）と

- 始祖 - 亀井茲矩（尼子氏家臣、鹿野城主）
- 高祖父 - 岩倉具視（公家、政治家）、亀井茲監（津和野藩主） - 久留米藩主有馬頼徳二男
- 曽祖父 - 上杉茂憲（第13代米沢藩主、伯爵、沖縄県令） - 父方の祖母久の父
- 曽祖母 - 森寛子（岩倉具視の五女）
- 祖父 - 亀井茲常（伯爵）　有馬頼寧（伯爵、政治家）
- 父 - 亀井茲建（伯爵、東北開発株式会社総裁。華族赤化事件で検挙されたが、起訴留保となった。）
- 母 - 正子（有馬頼寧娘、加山雄三の母・小桜葉子のはとこ）
- 妻 - 陽子（横山正克の娘）
- 長女 - 亀井亜紀子（衆議院議員、元参議院議員）、他に二女あり
- 伯父 - 有馬頼義（直木賞作家）
- 叔母 - 保子（香淳皇后の実弟である東伏見邦英に嫁いでいる）
- 分家筋 - 亀井貫一郎（外交官、政治家）

その他の親戚では、同じく岩倉具視の玄孫である加山雄三とは三いとこにあたる（曽祖伯父・岩倉具定〈具視の次男〉の曽孫）。

### 系譜
亀井家（島根県鹿足郡津和野町、東京都）
家系
亀井氏は宇多源氏佐々木氏の支流といわれている。すなわち、佐々木秀義の子で出雲守護・隠岐義清の孫頼清にはじまるという。しかし、同じく佐々木氏の分かれとしながらも、佐々木義清の孫時清の子が頼清であるという説もある。また、紀州の鈴木氏の一族で、源義経に仕えた亀井六郎重清の後裔とするものもある。いずれにしても、亀井氏の発祥は、不詳としかいいようがない。
上月城の落城で尼子氏が滅んだあと茲矩は豊臣秀吉に仕え、天正9年（1581年）の時点ですでに因幡国の鹿野城主となり1万3500石を与えられている。関ヶ原の戦いのときは東軍に属し、戦後、3万8千石に加増され、石見国津和野を領した。あとは子の政矩が継いで、幕末にいたっている。
```
茲矩
―
政矩
―
茲政
―
茲政
―
茲満
―
茲延
―
茲胤
―
矩貞
―
矩賢
―
茲尚
―
茲方
―
茲監
―
茲明
―
茲常
―
茲建
―
久興
―
亜紀子
```

| 亀井久興 | 父: 亀井茲建 | 祖父: 亀井茲常 | 曽祖父: 亀井茲明         |
| 亀井久興 | 父: 亀井茲建 | 祖父: 亀井茲常 | 曽祖母: -                |
| 亀井久興 | 父: 亀井茲建 | 祖母: 亀井久   | 曽祖父: 上杉茂憲         |
| 亀井久興 | 父: 亀井茲建 | 祖母: 亀井久   | 曽祖母: 上杉兼           |
| 亀井久興 | 母: 亀井正子 | 祖父: 有馬頼寧 | 曽祖父: 有馬頼萬         |
| 亀井久興 | 母: 亀井正子 | 祖父: 有馬頼寧 | 曽祖母: 森寛子           |
| 亀井久興 | 母: 亀井正子 | 祖母: 有馬貞子 | 曽祖父: 北白川宮能久親王 |
| 亀井久興 | 母: 亀井正子 | 祖母: 有馬貞子 | 曽祖母: 岩浪稲子         |

## 文献
- 『日本の名家』